# ولز فارگو سنتر مینیاپولیس
ولز فارگو سنتر مینیاپولیس، (به انگلیسی: Wells Fargo Center) آسمان‌خراش ۵۷ طبقه به ارتفاع ۲۳۶ متر، با کاربری اداری-تجاری است، که در شهر مینیاپولیس، مینه‌سوتا، در ایالات متحده آمریکا مستقر می‌باشد. پروژه ساخت این ساختمان در سال ۱۹۸۶ آغاز شد و در سال ۱۹۸۸ تکمیل و افتتاح گردید. شعبه مرکزی ولز فارگو ایالت مینیاپولیس در این ساختمان مستقر می‌باشد. هم‌اکنون این برج سومین برج بلند شهر مینیاپولیس می‌باشد.